# Holubînivka, Solone
Holubînivka (în ucraineană Голубинівка) este un sat în comuna Promin din raionul Solone, regiunea Dnipropetrovsk, Ucraina.

## Demografie
Componența lingvistică a localității Holubînivka
     Ucraineană (100%)
Conform recensământului din 2001, toată populația localității Holubînivka era vorbitoare de ucraineană (100%).